# Phyllophorus spiculatus
Phyllophorus spiculatus is een zeekomkommer uit de familie Phyllophoridae.
De wetenschappelijke naam van de soort werd in 1935 gepubliceerd door Chang.